# 4050 Mebailey
4050 Mebailey è un asteroide della fascia principale. Scoperto nel 1976, presenta un'orbita caratterizzata da un semiasse maggiore pari a 3,1839524 au e da un'eccentricità di 0,1391741, inclinata di 1,47484° rispetto all'eclittica.
L'asteroide è dedicato all'astronomo britannico Mark Edward Bailey.